# Ernest Bérard
Pour les articles homonymes, voir Bérard.
Ernest Bérard est un homme politique français né le 20 novembre 1829 à Lyon (Rhône) et décédé le 8 février 1914 à Lyon.

## Biographie
Après l'école des Beaux-Arts de Lyon, Ernest Bérard travaille comme dessinateur dans une fabrique lyonnaise de soieries. En 1854, il ouvre sa propre manufacture, et voyage fréquemment au Moyen-Orient, en Inde et en Chine. Il devient l'un des plus importants manufacturiers de Lyon, et remporte régulièrement des prix aux expositions internationales.
Opposant à l'Empire, il devient, en 1884, conseiller d'arrondissement à Lyon, puis député de Lyon de 1889 à 1898. Il s'intéresse beaucoup à la condition ouvrière et aux questions sociales, mais également à l'industrie et au commerce maritime. Il est membre de la commission d'enquête sur le scandale de Panama.
Il est le père d'Alexandre Bérard, ministre.

## Sources
- « Ernest Bérard », dans le Dictionnaire des parlementaires français (1889-1940), sous la direction de Jean Jolly, PUF, 1960 [détail de l’édition]